# Tjolöholms slott
Tjolöholms slott er en herregård og country house, der blev bygget i 1898-1904, i Halland, Sverige. Det ligger på en halvø i Kungsbacka Fjord ved Kattegats kyst. Tjolöholms slott blev tegnet af Lars Israel Wahlman i tudorstil til Blanche Dickson.
SVTs julekalender En decemberdröm fra 2005 blev delvist optaget på slottet.
Udendørsscener i Lars von Triers film Melancholia fra 2011 blev filmet på Tjolöholms slott.